# Michelle Botes
Michélle Botes (Ciudad del Cabo, 12 de octubre de 1962-21 de diciembre de 2024) fue una actriz, instructora de idiomas, diseñadora y aromaterapeuta sudafricana. Es más conocida por actuación en las telenovelas Legacy (2020), Isidingo (1998) y Arende (1994).

## Biografía
Botes nació el 12 de octubre de 1962 en Ciudad del Cabo, Sudáfrica. Se graduó con una licenciatura en habla y teatro (bilingüe) de la Universidad de Stellenbosch. Después, completó un diploma de educación de la Universidad de Ciudad del Cabo.

## Carrera profesional
En 1998, se unió al elenco de la telenovela Isidingo de SABC3 dando vida al personaje "Cherel de Villiers Haines", el cual interpretaría durante nueve años consecutivos hasta 2007, dejando la producción hasta que nuevamente se unió al reparto en 2009. En 2002, fue una de las celebridades incluidas en el Top 10 de Televisión de la revista Star. En 2006, ganó dos categorías, Mejor Actriz y Mejor Villano en Pantalla, en la decimonovena edición de los Premios Avanti. También recibió el premio a la Mejor Pareja de televisión en Isidingo junto con Barkes Haines y Robert Whitehead en los Crystal Awards. Estuvo nominada a Mejor Actriz en la categoría Soap opera en los South African Film and Television Awards (SAFTA) durante los años 2006-2007 y 2012.
En 2019, se reincorporó al reparto de Binnelanders. En 2020, se unió a la telenovela Legacy como "Angelique Price". Por su actuación, ganó el premio SAFTA Golden Horn en la categoría Mejor Actriz de Reparto en una Telenovela.

## Muerte
Michelle Botes falleció a los 62 años por complicaciones originadas por un cáncer.

## Filmografía
| Año  | Título                              | Rol                       | Tipo                | Ref.          |
| ---- | ----------------------------------- | ------------------------- | ------------------- | ------------- |
| 1976 | Snake Dancer                        |                           | Película            |               |
| 1985 | Seeduiker                           |                           | Serie de televisión |               |
| 1986 | Die Swart Kat                       | Rienie Veldt              | Serie de televisión |               |
| 1986 | Liewe Hemel, Genis!                 | Santie                    | Película            |               |
| 1987 | Guillam Woudberg                    | Suzette Davel             | Película            |               |
| 1987 | American Ninja 2: The Confrontation | Alicia Sanborn            | Película            | [ 10 ] [ 11 ] |
| 1987 | Wolwedans in die Skemer             | Ronel Greyvenstein        | Serie de televisión |               |
| 1988 | Beelde                              |                           | Película            |               |
| 1989 | Cape Rebel                          | Princesa Gobbler          | Serie de televisión |               |
| 1992 | Arende II: MoordenaarsKaroo         | Princesa Gobbler          | Serie de televisión |               |
| 1992 | Konings                             | Santie Naudé              | Serie de televisión |               |
| 1992 | No Hero                             | Tracy Lee                 | Película            |               |
| 1994 | Triptiek                            | Bibi Brinkman             | Serie de televisión | [ 12 ]        |
| 1994 | Arende                              | Princesa Gobbler          | Película            |               |
| 1996 | Vierspel                            | Magdel van Wijk           | Serie de televisión |               |
| 1997 | Triptiek II                         | Bibi Brinkman             | Serie de televisión |               |
| 1997 | Tarzan: The Epic Adventures         | Duare                     | Serie de televisión |               |
| 1997 | Onder Draai die Duiwel Rond         | Kietie Bosman             | Serie de televisión |               |
| 1998 | Isidingo                            | Cherel de Villiers Haines | Serie de televisión | [ 12 ]        |
| 2001 | Onder Draai die Duiwel Rond 2       | Kietie Bosman             | Serie de televisión |               |
| 2009 | Binnelanders                        |                           | Serie de televisión | [ 12 ]        |
| 2010 | Bakgat! II                          | Tannie Alet               | Película            |               |
| 2020 | Legacy                              | Angelique Price           | Serie de televisión |               |
| 2021 | Jewel                               | Tyra                      | Película            |               |